# Sei Merbau (Teluk Nibung)
Sei Merbau is een bestuurslaag in het regentschap Tanjung Balai van de provincie Noord-Sumatra, Indonesië. Sei Merbau telt 5869 inwoners (volkstelling 2010).